# Лжеводосбор мелколистный
Лжеводосбор мелколистный (лат. Paraquilegia microphylla) — вид двудольных растений рода Лжеводосбор (Paraquilegia) семейства Лютиковые (Ranunculaceae). Под текущим таксономическим названием был описан ботаниками Джеймсом Рэмзи Драммондом и Джоном Хатчинсоном в 1920 году.

## Распространение, описание
Распространён в Китае, России, Бутане, Непале, Индии, Пакистане, Казахстане, Монголии и Таджикистане. В России встречается в западной, центральной и южной Сибири и на Дальнем Востоке.
Листья зелёные, голые, дельтовидно-яйцевидной формы. Цветки 2,8—5 см диаметром. Семена коричневые, яйцевидной формы, с придатками в виде крылышек. Цветёт с июня по август, плодоносит с августа по сентябрь. Ядовитое растение.
Число хромосом — 2n=14.

## Замечания по охране
Внесён в Красные книги Амурской области, Республики Якутия — Саха и Хабаровского края (Россия).

## Синонимы
Синонимичные названия:
- Isopyrum grandiflorum var. microphyllum (Royle) Finet & Gagnep.
- Isopyrum microphyllum Royle